# Окупація Ісландії
Вторгнення в Ісландію (англ. Invasion of Iceland) під кодовою назвою Операція «Форк» (англ. Operation Fork — Виделка) — стратегічна операція британських збройних сил, проведена в 1940 році під час Другої світової війни. Метою операції було запобігання можливій висадці німецьких військ в Ісландії, а також недопущення використання території острова екіпажами німецьких підводних човнів.
Активна фаза вторгнення почалася вранці 10 травня 1940 року з висадки британських військ в столиці країни, Рейк'явіку. Не зустрічаючи опору, вони швидко зайняли стратегічно важливі об'єкти, відключили вузли зв'язку і заарештували усіх громадян Німеччини на острові, після чого, вилучивши місцеві транспортні засоби, досить швидко зайняли інші населені пункти країни — Хвалфіордур, Акранес, Калдарнес, Сансько, взяли під контроль потенційні місця висадки в разі можливої німецької контратаки. У наступні дні в Рейк'явіку була розгорнута система ППО, а британський військовий загін був направлений до ще не зайнятого міста Акурейрі.
Уже увечері 10 травня уряд Ісландії висловив категоричний протест проти окупації нейтральної країни, зажадавши від англійців компенсації. Британія у відповідь пообіцяла не тільки компенсацію, а й різні вигідні для Ісландії угоди, невтручання у внутрішні справи країни і повне виведення всіх військ після закінчення війни. Після цього Ісландія де-факто стала співпрацювати з союзниками, хоча формально ще довгий час залишалася нейтральною країною.
Спочатку окупаційні війська складалися з 815 британських морських піхотинців і доданого їм розвідувального загону. Хоча вони досягли успіху у своїй місії, цих сил було явно недостатньо для ефективного контролю всієї території острова. Тому вже 17 травня на острові було висаджено ще 4000 британських військовослужбовців, згодом цей контингент був збільшений до 25000 осіб. Тим часом на острові був створений пункт базування Королівського військово-морського флоту Великої Британії, який використовувався для стоянки, ремонту і заправки кораблів і суден, що діяли в Північній Атлантиці. Через рік британські окупаційні сили були замінені американськими в кількості 60000 осіб, хоча США на той момент ще не вступили в Другу світову війну.
США вже встигли провести низку акцій аналогічного характеру (в квітні того ж року була взята під захист США Ґренландія).
Американські війська перебували в країні протягом всієї Холодної війни аж до 2006 року. Після проведеної заміни в Ісландії британських військ американцями, британські кораблі і судна продовжували заходити і обслуговуватися на острові. За час окупації на острові англо-американськими союзниками була створена потужна інфраструктура забезпечення зазначених військових об'єктів і розвинена дорожньо-транспортна мережа для військових цілей. Їх будівництво та обслуговування потребувало залучення великої кількості працівників з числа місцевого населення, яке почало отримувати великі за мірками європейських країн зарплати в американських доларах.